# Verrucosa meridionalis
Verrucosa meridionalis är en spindelart som först beskrevs av Eugen von Keyserling 1892.  Verrucosa meridionalis ingår i släktet Verrucosa och familjen hjulspindlar. Inga underarter finns listade i Catalogue of Life.